# Sirolo
Sirolo is een gemeente in de Italiaanse provincie Ancona (regio Marche) en telt 3402 inwoners (31-12-2004). De oppervlakte bedraagt 16,7 km², de bevolkingsdichtheid is 204 inwoners per km².

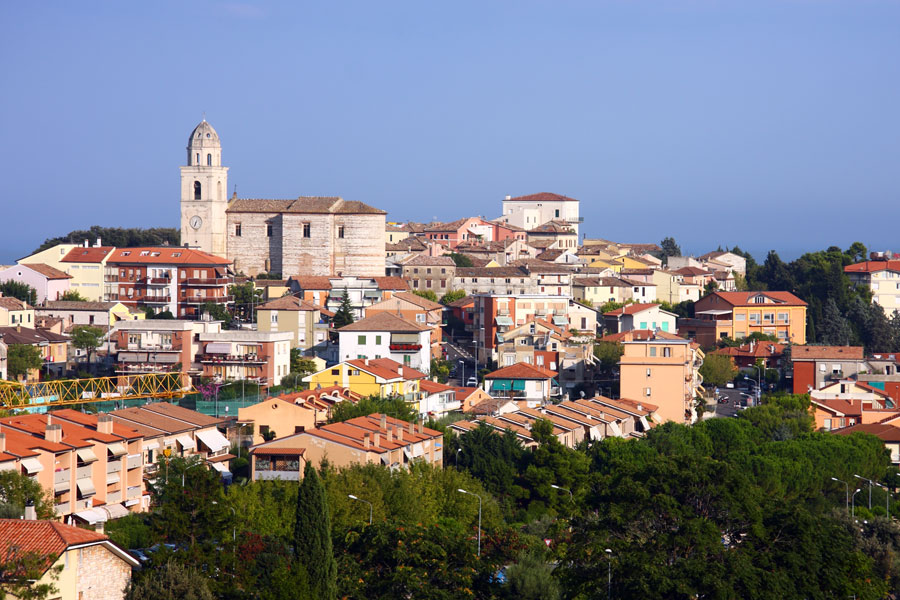
Sirolo
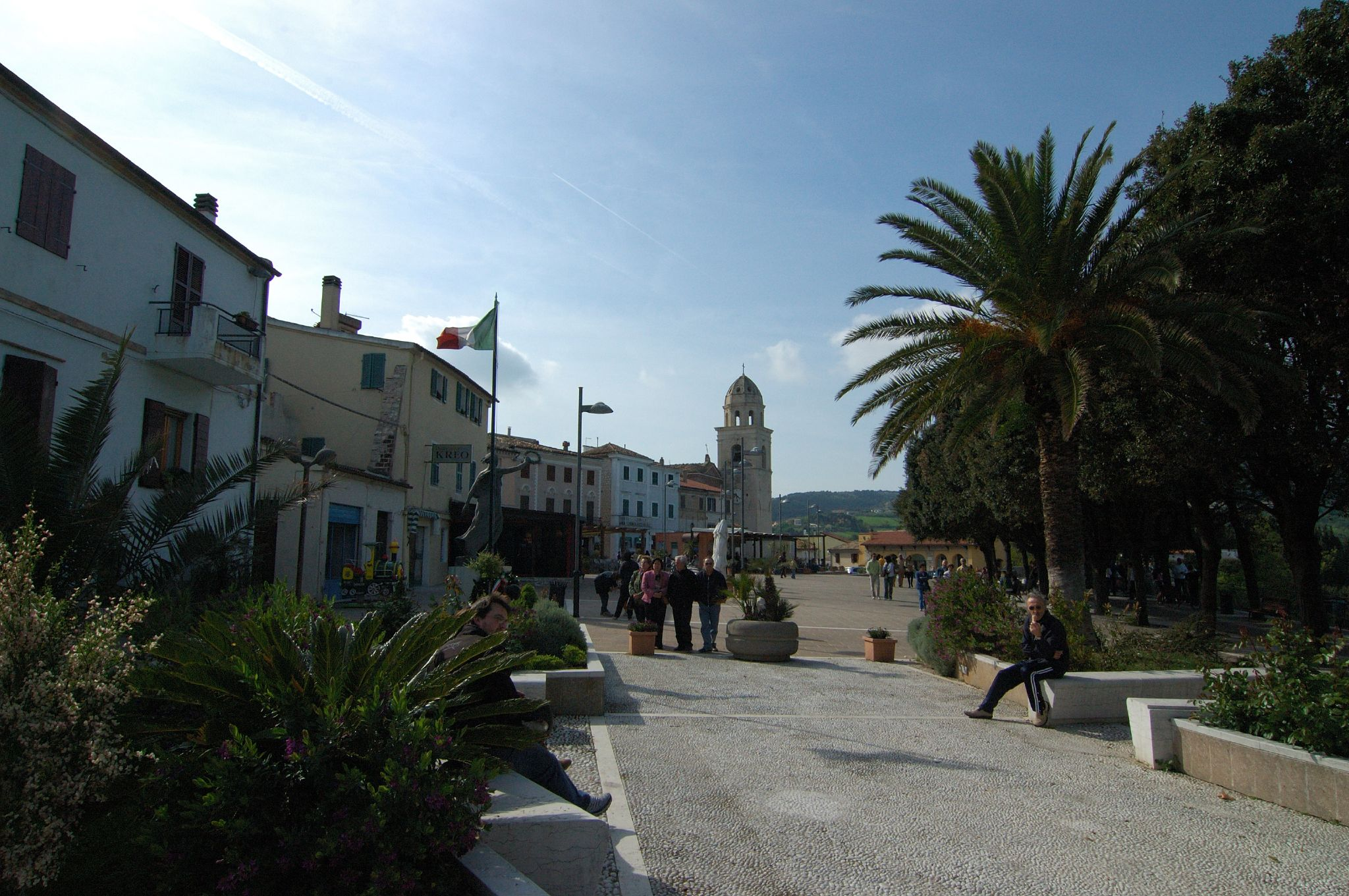
Centrum
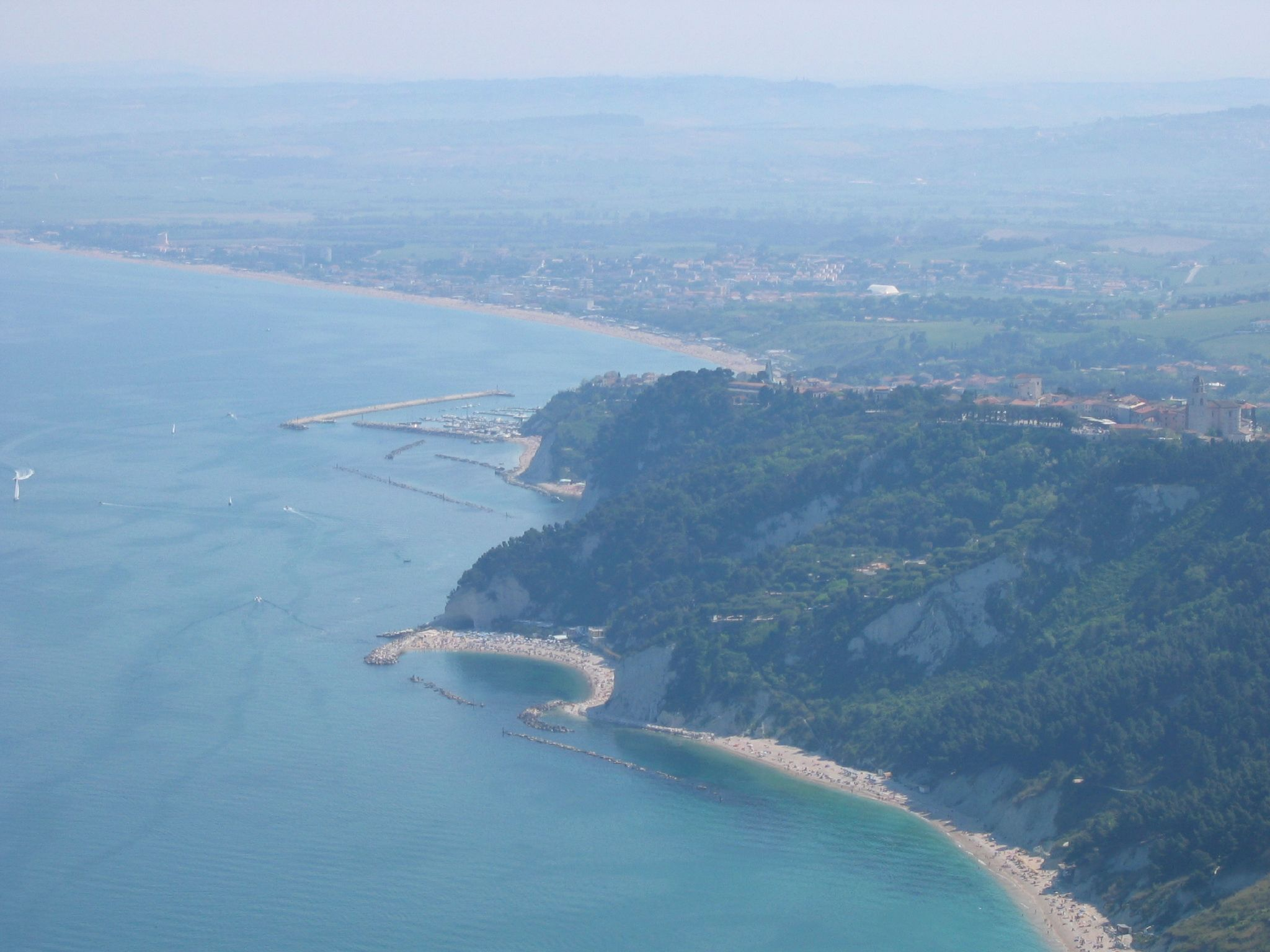
Kustlijn bij Sirolo

## Demografie
Sirolo telt ongeveer 1414 huishoudens. Het aantal inwoners steeg in de periode 1991-2001 met 6,7% volgens cijfers uit de tienjaarlijkse volkstellingen van ISTAT.
| Jaar | Inwoneraantal |
| ---- | ------------- |
| 1991 | 3104          |
| 2001 | 3313          |

## Geografie
Sirolo grenst aan de volgende gemeenten: Ancona, Camerano.